# 宇都宮・猟銃殺傷事件
宇都宮・猟銃殺傷事件（うつのみや・りょうじゅうさっしょうじけん）とは、2002年（平成14年）7月4日に栃木県宇都宮市で発生した殺傷事件である。62歳男性が散弾銃を発砲し、隣人の女性1人を殺害し、近所の女性1人を負傷させた。

## 事件の経緯
事件当日午後1時8分ごろ、犯人A(事件当時62歳・男性)は標的射撃用途の上下二連散弾銃を持ち出し、A宅庭から隣の被害者B宅2階ベランダで布団を取り込んでいるBに発砲、Bは頭部左側面に被弾してその場に倒れた。
AはB宅の敷地内に侵入しガラスを割って宅内へ押し入り、1～2mの至近距離から助けを求めるBの右胸へ3発の銃弾を撃ち込んだ。
近所に住む被害者Cは自宅にいた折、突然の発砲音に驚いて2階からB宅を見たところ、Bが横たわりAが銃口をBに向けて構えているのを目にしたため大声で「やめてやめて」と叫んだところAはCを狙って発砲を繰り返し、CがB宅に駆け寄ろうと外へ出たところCは2発被弾して倒れた。
その後、AはB宅で自ら頭を撃ち自殺。
Bは病院に収容されるも午後2時39分に出血性ショックで死亡。
Cは一命をとりとめたものの、眼球摘出、左腕の機能全廃、体幹の機能障害による歩行困難、頭蓋骨や頚部等に100個以上の散弾が摘出困難なまま残存し常に痛みやしびれといった神経症状、睡眠も阻害される状態になった。

## 犯人の銃所持
被害者遺族らによる損害賠償請求裁判(宇都宮地方裁判所)にて、犯人Aは銃で被害者Bに危害を加えるため所持許可申請を行ったと認められた。
その理由として、所持許可申請で過去経緯や現状と一致しない不自然な説明をしていたこと、銃所持後に一度しか射撃をしていないこと、銃所持後にわずか1ヶ月で犯行に及んでいること、犯行前日にAの妻を自宅から遠ざけたこと、犯行当日に発端となるトラブルが窺われないこと、Aが「Bがどうしても許せないので何とかしたい、その結果刑務所に行くことになってもいい」と発言していたこと、AとB間に20年来あるトラブルの険悪性、深刻性、継続性を上げている。